# 백호 (가수)
백호(Baekho, 본명: 강동호, 1995년 7월 21일 ~ )는 대한민국의 가수다. 보이 그룹 뉴이스트의 메인보컬로 활동했다. 2017년 《PRODUCE 101 시즌2》에 참가하였으며, 최종 순위 13위를 차지하였다. 이후 2018년까지 잠시 뉴이스트 W로 활동하였다.

## 학력
- 어도초등학교(졸업)
- 애월중학교
- 옥정중학교 (졸업)
- 서울방송고등학교(졸업)
- 백제예술대학교 미디어음악과(졸업)

## 데뷔 전
어도초등학교 재학 시절 전교 회장이었다. 2010년 슈퍼스타K2 제주도 예선을 구경 갔다가 스카우트된 뒤 플레디스 엔터테인먼트의 연습생이 되었다. 2011년 발매된 같은 소속사 선배 그룹 애프터스쿨 Play Ur Love 뮤직비디오에 출연하였으며, KBS 토크쇼 안녕하세요를 통하여 플레디스의 차기 보이그룹으로 얼굴이 공개되었다. 데뷔 전, 같은 소속사 뮤직비디오에 플레디스 보이즈 멤버로 출연하기도 하였다. 애프터스쿨 블루의 원더보이의 백업 댄서로 활동했으며, 플레디스 엔터테인먼트의 크리스마스 음반 러브 레터(Love Letter)에 참여하였다.

## 데뷔 후

### 뉴이스트
2012년 3월 15일, 백호는 뉴이스트의 메인 보컬리스트로서 데뷔하였다. 백호의 예명은 같은 소속사 선배인 유이가 슬램덩크의 캐릭터 강백호와 닮았다는 이유로 지어준 것이다.
2013년, 백호는 텔레비전 드라마 전우치에 출연하였다.
2014년 초반, 백호는 성대결절을 진단받았다. 그러나, 백호는 치료를 받으면서 뉴이스트와 공연을 계속하기로 결정하였다. 그 해 11월, 플레디스 엔터테인먼트는 백호가 모든 그룹 활동을 일시적으로 중단한다고 발표하였다. 백호는 병원으로부터 절대 안정 및 성대 수술을 권유받았다. 2016년 2월, 백호가 완벽하게 재활에 성공하였음이 기사화되었다. 현재는 군입대가 예상된다. 나이에 비해 소식이 늦게 떠 궁금한 상황이다

### 프로듀스 101 시즌 2
2017년 상반기, 텔레비전 프로그램 PRODUCE 101 시즌 2에 출연하였다. 프로그램 중 방탄소년단의 "상남자"를 공연한 후, 온라인 사용자들로부터 '산적섹시'라는 별명을 얻었다. 백호는 포지션 평가에서 블랙 핑크의 '불장난'을 커버하였는데, 백호의 일대일 직캠의 조회수는 3일 동안 백만 회에 육박하였다. 컨셉 평가에서 백호의 팀은 열어줘를 불러 우승을 차지하였으며, 백호는 그룹 내에서 가장 높은 득표수를 얻은 2명 중 한명이 되었다.

### 뉴이스트W
2017년 PRODUCE 101 시즌 2의 최종 데뷔조인 워너원에 뉴이스트 멤버 황민현이 포함되어 2년동안 활동하는 동안 뉴이스트 나머지 4명의 멤버가 활동한 유닛 그룹의 이름이다.
뉴이스트W를 기점으로 백호는 본격적으로 앨범 작업에 참여하게 되며 이후 2019년 뉴이스트의 완전체 컴백 앨범인 Happily ever after부터 메인 프로듀서에 이름을 올리게 된다.

## 음악 활동

### 음반 목록
이 부분은 뉴이스트 음반 목록의 일부입니다. 백호가 뉴이스트로 발매한 음반에 대해서는 뉴이스트 음반 목록을 참고하십시오.

### 작사 및 작곡
| 발매연도 | 가수       | 앨범                                              | 노래                                        | 참여부문   |
| 2015     | BUMZU      | Good Life                                         | YA해                                        | 작사       |
| 2016     | 뉴이스트   | Q is                                              | 나의 천국                                   | 작곡       |
| 2016     | 뉴이스트   | Q is                                              | 사실 말야                                   | 작사, 작곡 |
| 2016     | 뉴이스트   | Canvas                                            | R.L.T.L (Real Love True Love) (one morning) | 작사       |
| 2016     | 뉴이스트   | Canvas                                            | Love Paint (every afternoon)                | 작사       |
| 2016     | 뉴이스트   | Canvas                                            | Look (a starlight night)                    | 작사       |
| 2017     | 뉴이스트 W | W.HERE                                            | 하루만                                      | 작사, 작곡 |
| 2017     | 뉴이스트 W | W.HERE                                            | WHERE YOU AT                                | 작사, 작곡 |
| 2017     | 뉴이스트 W | W.HERE                                            | GOOD LOVE                                   | 작사, 작곡 |
| 2017     | BUMZU      | BUMZU 3RD MINI ALBUM `많지도 + 적지도 : 스물일곱` | How u doin`                                 | 작사       |
| 2018     | fromis 9   | To. Day                                           | 두근두근(DKDK)                              | 작사       |
| 2018     | 뉴이스트 W | WHO,YOU                                           | Signal                                      | 작사, 작곡 |
| 2018     | 뉴이스트 W | WHO,YOU                                           | DEJAVU                                      | 작사, 작곡 |
| 2018     | 뉴이스트 W | WHO,YOU                                           | 북극성(Polaris)                             | 작사, 작곡 |
| 2018     | 뉴이스트 W | WHO,YOU                                           | ylenoL                                      | 작사       |
| 2018     | 뉴이스트 W | WHO,YOU                                           | 중력달(Gravity&Moon)                        | 작사, 작곡 |
| 2018     | 뉴이스트 W | WHO,YOU                                           | Shadow                                      | 작사, 작곡 |
| 2018     | 뉴이스트 W | I Don't Care(with 스푼즈)                         | I Don't Care(with 스푼즈)                   | 작사, 작곡 |
| 2018     | IZ*ONE     | COLOR*IZ                                          | 앞으로 잘 부탁해(IZ ONE VER.)               | 작사       |
| 2018     | 뉴이스트 W | WAKE,N                                            | L.I.E                                       | 작사, 작곡 |
| 2018     | 뉴이스트 W | WAKE,N                                            | HELP ME                                     | 작사, 작곡 |
| 2018     | 뉴이스트 W | WAKE,N                                            | WI-FI                                       | 작사, 작곡 |
| 2018     | 뉴이스트 W | WAKE,N                                            | 나, 너에게                                  | 작곡       |
| 2018     | 뉴이스트 W | WAKE,N                                            | FEELS                                       | 작사, 작곡 |
| 2019     | 뉴이스트   | 노래 제목                                         | 노래 제목                                   | 작사       |
| 2019     | 뉴이스트   | Happily ever efter                                | Segno                                       | 작사, 작곡 |
| 2019     | 뉴이스트   | Happily ever efter                                | BET BET                                     | 작사, 작곡 |
| 2019     | 뉴이스트   | Happily ever efter                                | BASS                                        | 작사, 작곡 |
| 2019     | 뉴이스트   | Happily ever efter                                | Talk about love                             | 작사, 작곡 |
| 2019     | 뉴이스트   | Happily ever efter                                | Different                                   | 작사, 작곡 |
| 2019     | 뉴이스트   | Happily ever efter                                | Fine                                        | 작사, 작곡 |
| 2019     | 뉴이스트   | The Table                                         | Call me back                                | 작사, 작곡 |
| 2019     | 뉴이스트   | The Table                                         | LOVE ME                                     | 작사, 작곡 |
| 2019     | 뉴이스트   | The Table                                         | ONE TWO THREE                               | 작사, 작곡 |
| 2019     | 뉴이스트   | The Table                                         | Trust me                                    | 작사, 작곡 |
| 2019     | 뉴이스트   | The Table                                         | 밤새                                        | 작사, 작곡 |
| 2019     | 뉴이스트   | The Table                                         | 우리가 사랑했다면                           | 작사, 작곡 |

### 음반 참여
| 발매연도 | 가수                   | 노래              | 가온차트 최고순위 | 앨범                 | 비고                               |
| 2010     | 애프터스쿨             | Someone Is You    | -                 | Happy Pledis 1집     | JR, 렌, 백호가 포함된 소년 합창단  |
| 2011     | 손담비 & 애프터스쿨    | LOVE LETTER       | -                 | Happy Pledis 2집     | 아라, 혜림, 민현, 백호 참여        |
| 2017     | Knock                  | 열어줘(Open Up)   | 10                | 35 Boys 5 Concepts   | 프로듀스 101 시즌2 연습생으로 참여 |
| 2017     | 프로듀스 101 최종 20인 | Super Hot         | 19                | Produce 101 – 파이널 | 프로듀스 101 시즌2 연습생으로 참여 |
| 2017     | 프로듀스 101 최종 20인 | 이 자리에(Always) | 17                | Produce 101 – 파이널 | 프로듀스 101 시즌2 연습생으로 참여 |

## 출연 작품

### 영화
- 일본영화 《좋아해, 너를》 (2016) - 동욱 역

### 드라마
- 2013년 KBS2 《전우치》
- 2025년 채널A 《여행을 대신해 드립니다》 - 차시완 역

### 예능
- 2017년 Mnet 《PRODUCE 101 시즌2》 - 참가자
- 2018년 MBC 《미스터리 음악쇼 복면가왕》 - 축구? 노래? 난 둘 다~ 데이비드 베컴 <참가자>
- 2018년 KBS2 《배틀트립》
- 2019년 SBS 《정글의 법칙 in 채텀》
- 2019년 Mnet 《더 콜》
- 2019년 KBS2 《으라차차 만수로》
- 2022년 유튜브 《노빠꾸 탁재훈》

### 잡지
- 맨즈헬스 (2018년 11월호) - 커버 모델

맨즈헬스 최초 온라인 예약 판매분 완판 기록

## 수상 및 후보
| 연도 | 시상식                    | 부문                                | 작품            | 결과 |
| ---- | ------------------------- | ----------------------------------- | --------------- | ---- |
| 2019 | KBS 연예대상              | 핫이슈 예능인상                     | 으라차차 만수로 | 수상 |
| 2019 | KBS 연예대상              | 베스트 챌린지상                     | 으라차차 만수로 | 수상 |
| 2024 | 《케이 월드 드림 어워즈》 | K월드 드림 베스트 올라운드 뮤지션상 | 빈칸            | 수상 |